# 柑子鄉 (鄰水縣)
柑子鄉（柑子公社），是四川省鄰水縣曾经下辖的一个乡，存在於清代至1993年。

## 沿革[1]
- 1949年12月，柑子區人民政府即建立了柑子鄉公所。1953年4月24日，柑子鄉公所改稱柑子鄉人民政府。1956年1月16日，柑子鄉人民政府改稱柑子鄉人民委員會。 1958年9月22日，柑子鄉人民委員會改稱柑子人民公社。1966年5月文革開始後，柑子人民公社工作受到干擾。1967年3月，由公社武裝千部和群眾代表主持成立了柑子人民公社生產辦公室，負責公社日常工作。1969年2月5日，經縣人武部黨委批准．柑子人民公社革命委員會成立。1976年10月粉碎「四人幫」後，柑子人民公社的行政組織機構仍然是革命委員會。1981年3月，縣委決定撤銷柑子人民公社革委會，建立柑子人民公社管理委員會。管委會設主任、副主任。1984年1月，根據中共中央體制改革的要求，縣委決定撤銷柑子人民公社管委會，建立柑子鄉人民政府。1993年改置柑子鎮。